# Makihara Noriyuki Concert Tour 2011-12 "Heart to Heart" (ライブ)
「Makihara Noriyuki Concert Tour 2011-12 "Heart to Heart"」（マキハラ・ノリユキ・コンサート・ツアー・2011-12 ハート・トゥー・ハート）は、槇原敬之が2011年9月から2012年1月まで行ったコンサートツアー。

## 概要
槇原が2011年7月27日に発売したアルバム『Heart to Heart 』を引っ提げて2011年9月24日から2012年1月29日までの約4か月間行われ、全29か所43公演と槇原にとっては1994～95年まで行われたコンサートツアー「CONCERT TOUR '94～'95 WELCOME TO MY “PHARMACY”」の30か所56公演に次ぐ大規模なツアーだった。観客動員は約10万人。
当初は37公演の予定だったが、東北地方・東京公演の追加や、クリスマス公演の追加で43公演となった。
本ツアーは場所によってセットリストが違ったり、日替わり曲を設けたりしている。
本ツアー中の11月18日に東京国際フォーラム・ホールAでの公演の模様を収録したライブDVD『Makihara Noriyuki Concert Tour 2011-12 "Heart to Heart" 』が2012年4月25日に発売された。

## 公演日・会場
- 9月24日 市原市市民会館
- 9月29日 倉敷市民会館
- 10月1日・10月2日 広島市文化交流会館
- 10月9日 フェニックス・プラザ
- 10月10日 本多の森ホール
- 10月15日 青森市文化会館
- 10月16日 秋田県民会館
- 10月22日 堺市民会館
- 10月23日 長良川国際会議場
- 10月26日 米子コンベンションセンター
- 10月28日 アルファあなぶきホール
- 10月29日 鳴門市文化会館
- 11月1日 宮崎市民文化ホール
- 11月3日 鹿児島市民文化ホール
- 11月5日・11月6日 福岡サンパレス
- 11月8日 長崎ブリックホール
- 11月15日 新潟県民会館
- 11月17日・11月19日 東京国際フォーラム
- 11月23日 びわ湖ホール
- 11月26日・11月27日 神戸国際会館
- 11月29日・11月30日 名古屋国際会議場
- 12月3日・12月4日 仙台サンプラザ
- 12月10日・12月11日・12月23日・12月24日・12月25日 大阪国際会議場

2012年
- 1月9日 大宮ソニックシティ
- 1月14日・1月15日 ニトリ文化ホール
- 1月21日・1月22日 東京国際フォーラム
- 1月24日 熊本市民会館
- 1月25日 大分県立総合文化センター
- 1月28日・1月29日 沖縄コンベンションセンター

## セットリスト
- 10月9日～12月11日・1月9日～15日
1.Heart to Heart Tour Introduction
2.幸せの鍵を胸に　
3.GREEN DAYS
4.犬はアイスが大好きだ
5.Jewel In Our Hearts(Japanese Ver.)
6.二つのハート
7.In love again?
8.まだ見ぬ君へ
9.LOVE LETTER
10.「日替わり曲コーナー」（ラブソングを中心に選曲）
11.White Lie
12.Appreciation
13.不安の中に手を突っ込んで
14.LUNCH TIME WARS
15.軒下のモンスター
16.ムゲンノカナタヘ〜To infinity and beyond〜
17.風は名前を名乗らずに
18.Remember My Name
19.林檎の花
20.Such a Lovely Place(Encore)
21.どんなときも。 キャラメルVer. (Encore)
22.今日の終わりにありがとうを数えよう(Encore)

- （初日～10月2日まで）
1.Heart to Heart Tour Introduction
2.フルサト
3.幸せの鍵を胸に
4.Jewel In Our Hearts
5.犬はアイスが大好きだ
6.LUNCH TIME WARS
7.2つのハート
8.In Love Again？
9.まだ見ぬ君へ
10.LOVE LETTER/桃
11.White Lie
12.Appreciation
13.軒下のモンスター
14.不安の中に手を突っ込んで
15.ムゲンノカナタヘ
16.風は名前を名乗らずに
17.Remember My Name
18.林檎の花
19.Such a Lovely Place (Encore)
20.どんなときも。 (Encore)
21.今日の終わりにありがとうを数えよう (Encore)

- クリスマス公演
7-10・20のところが変更。
7.White Christmas
8.雪に願いを
9.「PLAY for PRAY 2008」クリスマスソングメドレー
「Sleigh Ride」→「Angels We Have Heard on High」→「Sleigh Ride」
10.My Grown Up Christmas List
20．チキンライス

- 1月21日～最終公演
7-9のところが変更。
7.LOVE LETTER
8.君の後ろ姿
9.今年の冬